# Hank the Cat
Hank the Cat (geboren im August 2001; gestorben am 13. Februar 2014 in Springfield, Virginia) war eine Maine-Coon-Katze, die in Springfield in Virginia lebte. Sie wurde international bekannt, als sie als Kandidat bei der Wahl zum Senat der Vereinigten Staaten 2012 in Virginia aufgestellt wurde. In der Wahl wurde Hank nach Angaben seiner Besitzer Dritter hinter den beiden Kandidaten Tim Kaine (Demokratische Partei), der als Sieger hervorging, und George Allen (Republikanische Partei).

## Leben
Hank wuchs als Straßenkatze auf, bis er gefunden und in ein Tierheim gebracht wurde. Dort sollte er demnächst eingeschläfert werden, wurde aber von einer Gruppe der Animal Allies Humane Society befreit, die den Kater an eine Familie in Springfield vermittelte.
Seine aufsteigende Popularität war seinen Besitzern Matthew O’Leary und Anthony Roberts geschuldet, die sich über den Wahlkampf in ihrem Staat geärgert haben und von den Wahlplakaten gelangweilt waren. Zunächst versuchten sie, ihn für den Senat von Virginia kandidieren zu lassen, konnten jedoch nicht genügend Stimmen akquirieren. Stattdessen bewarb er sich, wie andere Politiker, die bei der ersten Wahl versagten, nun für das nächsthöhere Amt, den Senat der Vereinigten Staaten. Tatsächlich konnte er die 10.000 Unterschriften sammeln, die nötig waren, um ihn zur Wahl aufzustellen.
Obwohl es sich bei Hanks Kandidatur um einen Scherz handelte, hatten die beiden Besitzer ernste Hintergedanken und verwendeten die Werbekampagne, um auf den Tierschutz aufmerksam zu machen und Geld für Tierschutzorganisationen zu sammeln. Damit eine seriöse Kampagne möglich war, erhielten die Roberts von verschiedenen Organisationen 16.000 US-Dollar. Hanks Politik wurde mit „Animal Rescue, Spay & Neuter programs, and Positive Campaign Reform“ (dt. „Tierrettungs-, Kastration- und Sterilisations-Programm sowie positive Kampagnenreform“) umschrieben. Hilfe erhielten O’Leary und Roberts von der russischen Künstlerin Svetlana Petrova, die eine Zweidollarnote mit Hank als Motiv herausgab. Der Wahlkampf fand vor allem über Facebook und Twitter statt. Aber Hank wurde auch Opfer einer Schmierkampagne, die auf seine Integrität als Politiker abzielte und über YouTube veröffentlicht wurde.
Die Besitzer behaupteten, Hank hätte 7.319 Stimmen errungen und wäre damit Dritter geworden, jedoch wurden von offizieller Seite keine genauen Zahlen veröffentlicht. Dies führte sowohl zu nationalen als auch zu internationalen Medienberichten. Am Ende konnten O’Leary and Roberts so 60.000 Dollar auftreiben, die sie Tierschutzorganisationen zur Verfügung stellten.
Am 13. Februar 2014 verstarb Hank in den Armen seiner Besitzer im Alter von 12 Jahren an Krebs.